# شركة الإسمنت بقابس
شركة الأسمنت بقابس هي شركة تونسية لصناعة الأسمنت والجبس والجير. يقع مصنعها قرب مدينة الحامة بولاية قابس.